# هارتفورد (نيويورك)
هارتفورد (بالإنجليزية: Hartford, New York)‏ هي بلدة أمريكية تقع في الولايات المتحدة في مقاطعة واشنطن، نيويورك. يقدر عدد سكانها بـ 2,279 نسمة ومساحتها 112.6 كم2 وترتفع عن سطح البحر 70 متر.